# Медицинский туризм
Медици́нский тури́зм — термин, обозначающий практику предоставления плановых медицинских услуг за пределами региона проживания, совмещение отдыха за рубежом с получением высококвалифицированной медицинской помощи. Медицинский туризм не обязательно предполагает получение медицинских услуг в другом государстве. Так, в США для снижения расходов пациентов могут направлять в другие штаты. Медицинский туризм делится на три группы: внутренний, выездной и въездной. Внутренним медицинским туризмом принято называть перемещение граждан одной страны между её регионами для получения медицинских услуг. Выездным медицинским туризмом считается импорт медицинских услуг, в том случае если пациент отправляется за границу для удовлетворения собственных медицинских потребностей. Въездной медицинский туризм — это экспорт медицинских услуг, то есть привлечение иностранных пациентов для оказания им медицинской помощи.

## Страны с развитым медицинским туризмом
Большой популярностью медицинский туризм пользуется среди жителей США, Канады и Западной Европы. В США количество людей, страховка которых не покрывает лечение тяжелых хронических заболеваний, приближается к 110 миллионам. Поэтому многие американцы предпочитают проходить лечение за рубежом, так как стоимость лечения кардиологических, ортопедических и многих других заболеваний, например, в Индии или Таиланде составляет четверть, а иногда и десятую часть стоимости аналогичного лечения в США. В последние годы значительную активность на рынке медицинского туризма проявляют страны Азии. Так, клиники Южной Кореи при мощной поддержке правительства завоевали доверие пациентов на Дальнем Востоке России. Клиники Израиля пользовались значительной популярностью до кризиса 2014 года в России.
Также начинает своё продвижение на рынке и Япония, значительно упростив порядок получения медицинской визы, а также учредив под эгидой Министерства экономики, торговли и промышленности консорциум Medical Excellence JAPAN для облегчения пребывания пациентов в этой стране.
Жители Канады и Великобритании имеют государственную страховку, но для того, чтобы попасть к специалисту нужно ждать несколько месяцев, а период ожидания оперативного вмешательства может дойти до 2 лет. Поэтому канадцы и британцы тоже зачастую едут за медицинской помощью в страны, в которых можно пройти нужные процедуры без ожидания и получить лечение.
По состоянию на начало 2010-х по количеству туристов, принятых для предоставления медицинских услуг, лидируют Индия, Венгрия, Мексика, Сингапур, Таиланд, Барбадос, Бразилия, Израиль, Южная Корея, Турция.
Согласно индексу медицинского туризма (Medical Tourism Index, MTI) Россия занимает 34-е место из 41. В десятку лучших направлений для медицинского туризма входят Канада, Великобритания, Израиль, Сингапур, Индия, Германия, Франция, Южная Корея, Италия, Португалия и Колумбия.

## Развитие медицинского туризма
В настоящее время[когда?] уже сформировался глобальный рынок медицинских услуг со своей инфраструктурой (медицинским менеджментом, органами аккредитации, агентствами медицинского туризма и туроператорами, специалистами в сфере медицинских путешествий). Даже в условиях финансового кризиса медицинский туризм развивается и оказывает всё большее влияние на национальные системы здравоохранения и деятельность страховых компаний, которые всё чаще предпочитают оплачивать лечение клиентов в зарубежных клиниках. В условиях глобальной экономической конкуренции феномен медицинского туризма заставляет медицину развиваться быстрыми темпами за счет современных технологий и улучшения обслуживания пациентов.
Согласно статистике, озвученной на международном конгрессе по медицинскому туризму (Global Wellness Tourism Congress — GWTC), данная отрасль показывает стремительные темпы роста. С 2004 года доходы выросли с $ 40 млрд до 0,5 триллиона, что соответствует 14 % от общего объёма доходов от туризма в целом ($ 3,2 триллиона). Уже в 2012 году данный вид туризма завоевал 1,8 процента мирового ВВП.
Одной из опасностей медицинского туризма является возможность заразиться инфекциями, специфичными для страны, в которой проходит лечение. Так, например, бактерии с геном blaNDM-1 были занесены в Англию и США медицинскими туристами, по изначальным предположениям первооткрывателей бактерии — из Индии или Пакистана. Другим элементом настороженности является возможность пост лечебного сопровождения пациента, вернувшегося домой после операции или иного вида лечения в другой стране. Так, при появлении осложнений, пациент не всегда может получить адекватную поддержку по месту жительства без очного осмотра лечащего иностранного врача. Учитывая растущую конкуренцию на рынке глобального здравоохранения, ряд клиник по всему миру внедряют системы телемедицины, которые помогают частично решать подобные проблемы.

## Развитие медицинского туризма в Российской Федерации
В своем Послании Федеральному Собранию Российской Федерации от 1 марта 2018 года Президент РФ Владимир Путин подчеркнул необходимость развития здравоохранения и экспорта услуг в сфере медицины и туризма.
В соответствии с Указом Президента Российской Федерации от 7 мая 2018 г. № 204 «О национальных целях и стратегических задачах развития Российской Федерации на период до 2024 года» объём экспорта медицинских услуг к 2024 году должен будет составить $1 млрд в год. С целью выполнения Указа Президента Российской Федерации от 7 мая 2018 г.
В соответствии с Указом Президента Российской Федерации от 7 мая 2018 г. № 204 «О национальных целях и стратегических задачах развития Российской Федерации на период до 2024 года» объем экспорта медицинских услуг к 2024 году должен будет составить $1 млрд в год. С целью выполнения Указа Президента Российской Федерации от 7 мая 2018 г. № 204 создана федеральная некоммерческая организация Российская Ассоциация Медицинского Туризма (РАМТ).
С 2019 года в рамках нацпроекта «Здравоохранение» реализуется федеральный проект «Развитие экспорта медицинских услуг». Цель проекта — увеличение объема экспорта медуслуг до $1 млрд к 2024 году. Его участниками являются крупные федеральные и региональные медицинские центры в 70 субъектах РФ.
В условиях ограничений, направленных на борьбу с распространением коронавируса, поток медицинских туристов перераспределился в пользу отечественной системы здравоохранения. В 2020 году произошел трехкратный рост медицинского туризма на российском рынке, увеличился поток в том числе иностранных туристов, отмечает вице-президент Ассоциации агентств медицинского туризма России.